# Округ Пич (Џорџија)
Пич (енгл. Peach County) је округ у америчкој савезној држави Џорџија.

## Демографија
По попису из 2010. године број становника је 27.695, што је 4.027 (17,0%) становника више него 2000. године.
| Група             | 2000.          | 2010.          |
| Белци             | 11.654 (49,2%) | 12.499 (45,1%) |
| Афроамериканци    | 10.738 (45,4%) | 12.715 (45,9%) |
| Азијати           | 78 (0,3%)      | 223 (0,8%)     |
| Хиспаноамериканци | 998 (4,2%)     | 1.890 (6,8%)   |
| Укупно            | 23.668         | 27.695         |